# Kawa
Kawa è una località sudanese posta sulla riva orientale del Nilo a circa 7 km a nord della città di Dongola sede di un sito archeologico.
La fondazione di una colonia egizia a Kawa risale al regno di Amenofi I.
La struttura di maggior rilevanza è un tempio dedicato ad Amon fondato da Amenofi III (XV secolo a.C.) e più volte rimaneggiato da vari sovrani egizi tra cui Akhenaton (che ne cambia l'attribuzione ad Aton, Tutankhamon (che restaura il culto originario) per giungere ai più recenti, VII secolo a.C., sovrani della XXV dinastia egizia.
Conquistata e saccheggiata dai romani nel 23 la città iniziò a perdere d'importanza riducendosi, a partire dal II secolo ad un piccolo insediamento di scarsa rilevanza.